# Dominik Paś
Dominik Paś (* 21. September 1999 in Jastrzębie-Zdrój) ist ein polnischer Eishockeyspieler, der (von zwei Unterbrechungen abgesehen) seine gesamte bisherige Karriere beim JKH GKS Jastrzębie verbracht hat, für den er seit 2016 in der Polska Hokej Liga spielt.

## Karriere

### Club
Dominik Paś begann seine Karriere als Eishockeyspieler in der Jugendabteilung des JKH GKS Jastrzębie in seiner Heimatstadt. Nachdem er dort die Jugendmannschaften durchlaufen hatte, sammelte er mit dem SMS Sosnowiec, der Mannschaft der Nachwuchsakademie des polnischen Verbandes, in der Spielzeit 2015/16 erste Erfahrungen in der Polska Hokej Liga. Dort spielte er ab 2016 auch für seinen Stammverein, mit dem er 2021 polnischer Meister wurde. 2019 und 2021 gewann er mit dem Klub den polnischen Eishockeypokal. Nach diesem Erfolg schloss er sich dem AZ Havířov aus der tschechischen 1. Liga, der zweithöchsten Spielklasse des Nachbarlandes, an, kehrte aber bereits im Dezember des Jahres nach Jastrzębie-Zdrój zurück.

### International
Für Polen nahm Paś im Juniorenbereich an den U18-Weltmeisterschaften der Division II 2016, als er als Topscorer und Torschützenkönig maßgeblich zum Aufstieg der Polen beitrug, und der Division I 2017 sowie den U20-Weltmeisterschaften der Division I 2017, 2018 und 2019, als er hinter dem Slowenen Jan Drozg sowie den Ungarn Hunor Császár und Kristóf Papp viertbester Scorer des Turniers wurde, teil.
Im Seniorenbereich stand er erstmals bei den Qualifikationsturnieren für die Olympischen Winterspiele in Peking 2022 im Aufgebot seines Landes. Anschließend spielte er bei den Weltmeisterschaften der Division I 2022 und 2023, als erstmals seit dem Abstieg im Jahr 2002 die Rückkehr in die Top-Division gelang, für Polen.

## Erfolge und Auszeichnungen
- 2019 Polnischer Pokalsieger mit dem JKH GKS Jastrzębie
- 2021 Polnischer Meister und Pokalsieger mit dem JKH GKS Jastrzębie

### International
- 2016 Aufstieg in die Division I, Gruppe B, bei der U18-Weltmeisterschaft der Division II, Gruppe A
- 2016 Topscorer und Torschützenkönig bei der U18-Weltmeisterschaft der Division II, Gruppe A
- 2022 Aufstieg in die Division I, Gruppe A, bei der Weltmeisterschaft der Division I, Gruppe B
- 2023 Aufstieg in die Top-Division I bei der Weltmeisterschaft der Division I, Gruppe A

## PHL-Statistik
(Stand: Ende der Spielzeit 2022/23)